# 北京银行股份有限公司通州支行
39°54′23″N 116°39′02″E / 39.90626°N 116.65065°E
北京银行股份有限公司通州支行（简称为北京银行通州支行）位于北京市通州区中山大街59号院1号楼1层。截至2018年年底，北京银行通州支行本外币各项存款时点余额94.2亿元，总贷款规模34.95亿元，本外币资产总额99.89亿元。

## 组成
北京银行股份有限公司通州支行有9家营业网点，4家社区支行：
- 北京银行通州支行，位于新华西街59号（通州万达广场北侧）；
- 北京银行瑞都支行，位于九棵树大街165号（果园环岛家乐福超市南侧）；
- 北京银行运河支行，位于通胡大街11-1号（水恋晶城小区底商）；
- 北京银行光机电园区支行，位于通州区台湖镇次二村南6号美达大厦一层；
- 北京银行马驹桥支行，位于马驹桥镇245号院12号商业楼105号（兴华嘉园小区底商）；
- 北京银行国际新城支行，位于通州区梨园南大街326号；
- 北京银行车站路支行，位于通州区车站路22号；
- 北京银行宋庄支行，位于通州区小堡南街1号院；
- 北京银行潞城支行，位于通州区三水潞城西区古月佳园27号楼

- 新华联家园社区支行，位于通州区杨庄南里8号楼-1（新华联家园小区）；
- 怡乐北街社区支行，位于通州区怡乐北街92号1层B-通州区怡乐北街92号；
- 玉桥西里社区支行，位于通州区玉桥西里72号院21号楼商8号（新通国际小区）；
- 梨园西里社区支行，位于通州区梨园西里27号楼1层1单元01。